# 朝阳门外大街
39°55′20″N 116°26′16″E / 39.92222°N 116.43766°E
朝阳门外大街是位于中国北京市朝阳区西部的一条大街。

## 简介

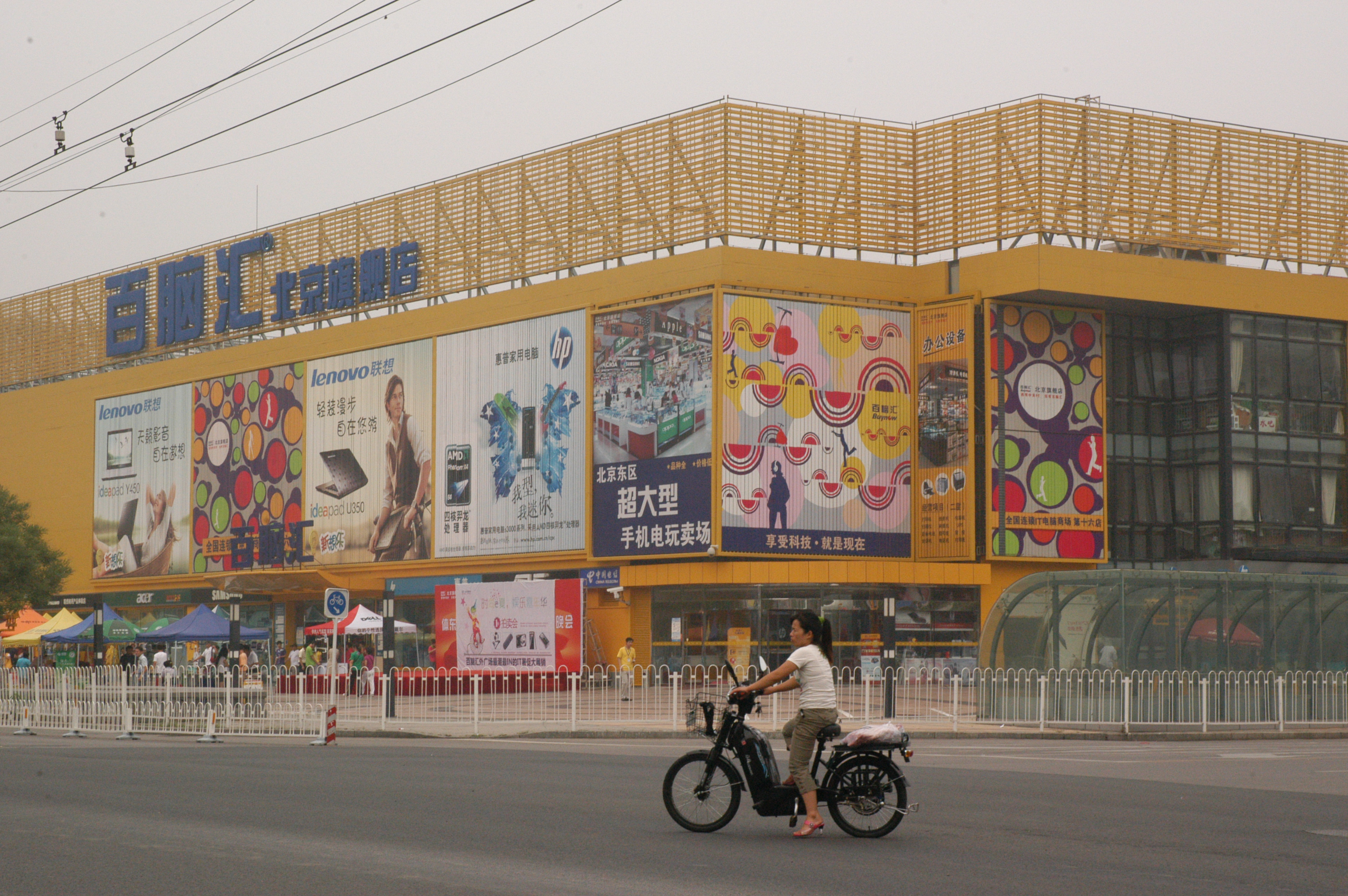
朝阳门外大街，可见路北的百脑汇北京旗舰店。图中右侧为向北的工人体育场南路。

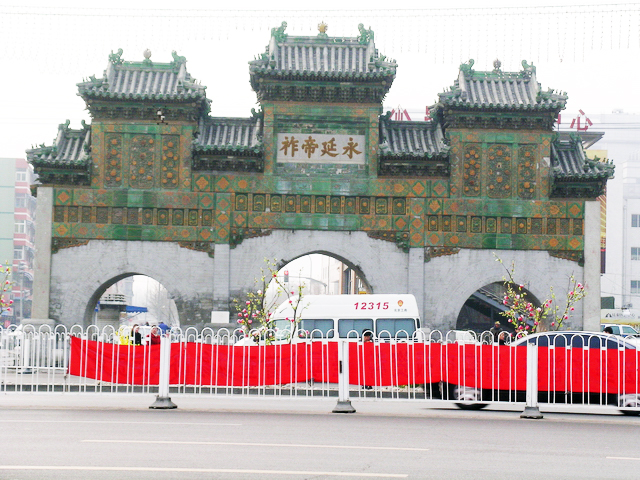
从东岳庙二门隔朝阳门外大街看南侧的“永延帝祚”琉璃牌坊。该牌坊位于神路街北口处。

朝阳门外大街东起东三环，西到东二环朝阳门立交桥。因位于北京内城朝阳门外而名。朝阳门原称“齐化门”。朝阳门外大街是元朝时齐化门、明清及民国时朝阳门关厢地区的道路。清朝雍正七年，铺砌石道。民国三十一年（1942年），改铺混凝土路面。中华人民共和国成立后，1953年拓宽并改铺沥青路面。1988年又进行了大规模拓宽改建。原来，朝阳门外大街向东只到东大桥路。以东归呼家楼街道办事处，以西归朝阳门街道办事处管辖。 1990年，该大街向东延伸至东三环，与朝阳路连接。
朝阳门外大街是通往北京东部的交通要道，也是朝阳区的重要商业区。1988年改建之前，该大街上多为旧式铺面房。如今，该大街上已全是大厦及写字楼，如蓝岛大厦、卡马大厦、华联大厦、华普大厦等等。朝阳门外大街西端南侧是中华人民共和国外交部。
朝阳门外大街旧时的寺庙非常多，比如天仙庙（建于明朝，已毁）、九天普化宫（建于清朝）、东岳庙（建于元朝）、慈尊寺（俗称“十八狱庙”，已毁）等等。东岳庙位于朝阳门外大街中段，1950年代拆除了位于朝阳门外大街上的东、西牌楼，1988年左右又拆除了原来面临朝阳门外大街的山门，从而使钟楼、鼓楼及二门直接面对大街。1950年代起，东岳庙被北京市公安局某单位占用，1998年整修后开放，辟为北京民俗博物馆，2008年东岳庙恢复为宗教活动场所，自此兼具博物馆和道观的双重功能。